# Sälmsjöarna
Sälmsjöarna är en sjö i Ovanåkers kommun i Hälsingland och ingår i Ljusnans huvudavrinningsområde. Sjön är 9 meter djup, har en yta på 0,596 kvadratkilometer och befinner sig 257 meter över havet. Sjön avvattnas av vattendraget Sälmån.

## Delavrinningsområde
Sälmsjöarna ingår i det delavrinningsområde (680835-147894) som SMHI kallar för Utloppet av Sälm-Sjöarna. Medelhöjden är 294 meter över havet och ytan är 4,01 kvadratkilometer. Räknas de 3 avrinningsområdena uppströms in blir den ackumulerade arean 39,81 kvadratkilometer. Sälmån som avvattnar avrinningsområdet har biflödesordning 3, vilket innebär att vattnet flödar genom totalt 3 vattendrag innan det når havet efter 130 kilometer. Avrinningsområdet består mestadels av skog (74 procent). Avrinningsområdet har 0,59 kvadratkilometer vattenytor vilket ger det en sjöprocent på 14,8 procent.